# Trabzon (province)
La province de Trabzon, en turc : Trabzon il, est une des 81 provinces de la Turquie.
Sa préfecture (en turc : valiliği) est Trabzon.

## Histoire
Fondée au Ve siècle av. J.-C. par des colons originaires de Milet, la cité connaît tour à tour des périodes romaine et byzantine. Après la prise de Constantinople par les Croisés en 1204, Alexis Comnène s'enfuit avec la famille impériale à Trébizonde et fonda une dynastie de princes qui régna dans la ville et sa région. Ainsi la ville devint capitale de l’empire de Trébizonde. Vaincue en 1461 par le sultan ottoman Mehmed II le Conquérant, la ville connaît désormais la domination des Ottomans, avant de voir naître le sultan Soliman le Magnifique.
Selon certaines études, on y trouverait encore de nos jours de nombreuses populations d'origine caucasienne (Lazes, Géorgiens et Circassiens), descendants de populations expulsées du Caucase lors de sa conquête par l'Empire russe au XIXe siècle.

## Géographie
Sa superficie est de 4 664 km2. La province est principalement constituée de plateaux et de collines, traversés par de nombreuses rivières se jetant dans la mer Noire.

## Population
Au recensement de 2008, la province comptait 748 982 habitants, soit une densité de population d'environ 160 hab./km2.
| 2000    | 2001    | 2002    | 2003    | 2004    | 2005    | 2006    | 2007    | 2008    |
| ------- | ------- | ------- | ------- | ------- | ------- | ------- | ------- | ------- |
| 720 620 | 724 340 | 727 080 | 729 529 | 732 221 | 735 072 | 737 969 | 740 569 | 748 982 |

| 2009    | 2010    | 2011    | 2012    | 2013    | 2014    | 2015    | 2016    | 2017    |
| ------- | ------- | ------- | ------- | ------- | ------- | ------- | ------- | ------- |
| 765 127 | 763 714 | 757 353 | 757 898 | 758 237 | 766 782 | 768 417 | 779 379 | 786 326 |

| 2018    | 2019    | 2020    | 2021    | 2022    | 2023    | - | - | - |
| ------- | ------- | ------- | ------- | ------- | ------- | - | - | - |
| 807 903 | 808 974 | 811 901 | 816 684 | 818 023 | 824 352 | - | - | - |

## Administration
La province est administrée par un préfet (en turc : vali)

## Subdivisions
La province est divisée en 18 districts (en turc : ilçe).